# Relaciones Singapur-Venezuela
Las relaciones Singapur-Venezuela se refieren a las relaciones internacionales que existen entre Singapur y Venezuela.

## Historia
El 30 de agosto de 2019, durante la sesión del Parlamento Nacional de Timor Oriental en conmemoración del vigésimo aniversario del referéndum de 1999 en el que Timor Oriental obtuvo su independencia, el viceministro para Asia, Medio Oriente y Oceanía del ministerio para relaciones exteriores, Rubén Darío Molina, se reunió con el ministro de Estado Principal del ministerio de relaciones exteriores y del ministerio de defensa de Singapur, Mohamad Maliki Bin Osman.
El 2 de diciembre de 2019, durante una gira de trabajo en el Sudeste de Asia, Rubén Darío Molina se reunió con Ng Teck Hean, secretario adjunto para Asia Pacífico y para el Sudeste Asiático del ministerio de relaciones exteriores de Singapur.
El 19 de mayo de 2020 la embajadora designada por Venezuela ante Singapur, Jessica López Piña, presentó sus credenciales ante la presidenta de Singapur, Halimah Yacob, a través de una ceremonia realizada a través de una videoconferencia desde la sede presidencial y la embajada de Venezuela en Singapur, respectivamente.
El 29 de abril de 2021 inició desde la cancillería venezolana el primer ciclo de seminarios telemáticos impartidos por la Agencia de Cooperación de Singapur, donde asistieron los viceministros de relaciones exteriores para Asia, Medio Oriente y Oceanía, Capaya Rodríguez, de cooperación económica, Ramón Gordils, y de la embajadora en Singapur, Jessica López. El 24 de agosto del mismo año se realizó la I Rueda de Negocios Venezuela–Singapur con el apoyo de la Federación Empresarial de Singapur y con la participación de Capaya Rodríguez del presidente del Banco de Comercio Exterior (Bancoex), el presidente de Fedeindustrias, la embajadora Jessica López; y el subdirector de Desarrollo Industrial y Empresas Alimentarias de Singapur, Xuan Feng On.
El 25 de noviembre el Centro de Arte La Estancia sirvió como sede para la IV Jornada de la Asociación de Naciones del Sudeste Asiático, contando con la participación del representante de Singapur.

## Cultura
El 11 de abril de 2021 se realizó la Muestra de Cine Caribeño en Singapur en cooperación con el centro comunitario Our Tampines Hub y con la participación del ministro de Desarrollo Social y Familiar de Singapur, Masagos Zulkifli, como invitado de honor, donde se proyectaron las películas venezolanas Misión H2O, de Álvaro Cáceres, Parque Central, de Luis Alberto Lamata, y Papita, maní, tostón, de Luis Carlos Hueck.

## Misiones diplomáticas
- Venezuela cuenta con una embajada en Singapur.
- La embajada de Singapur en Brasilia esta acreditada ante Venezuela